# Пикпюс (станция метро)
Пикпю́с (фр. Picpus) — станция линии 6 Парижского метрополитена, расположенная в XII округе Парижа. Названа по одноимённому бульвару, на котором расположена.

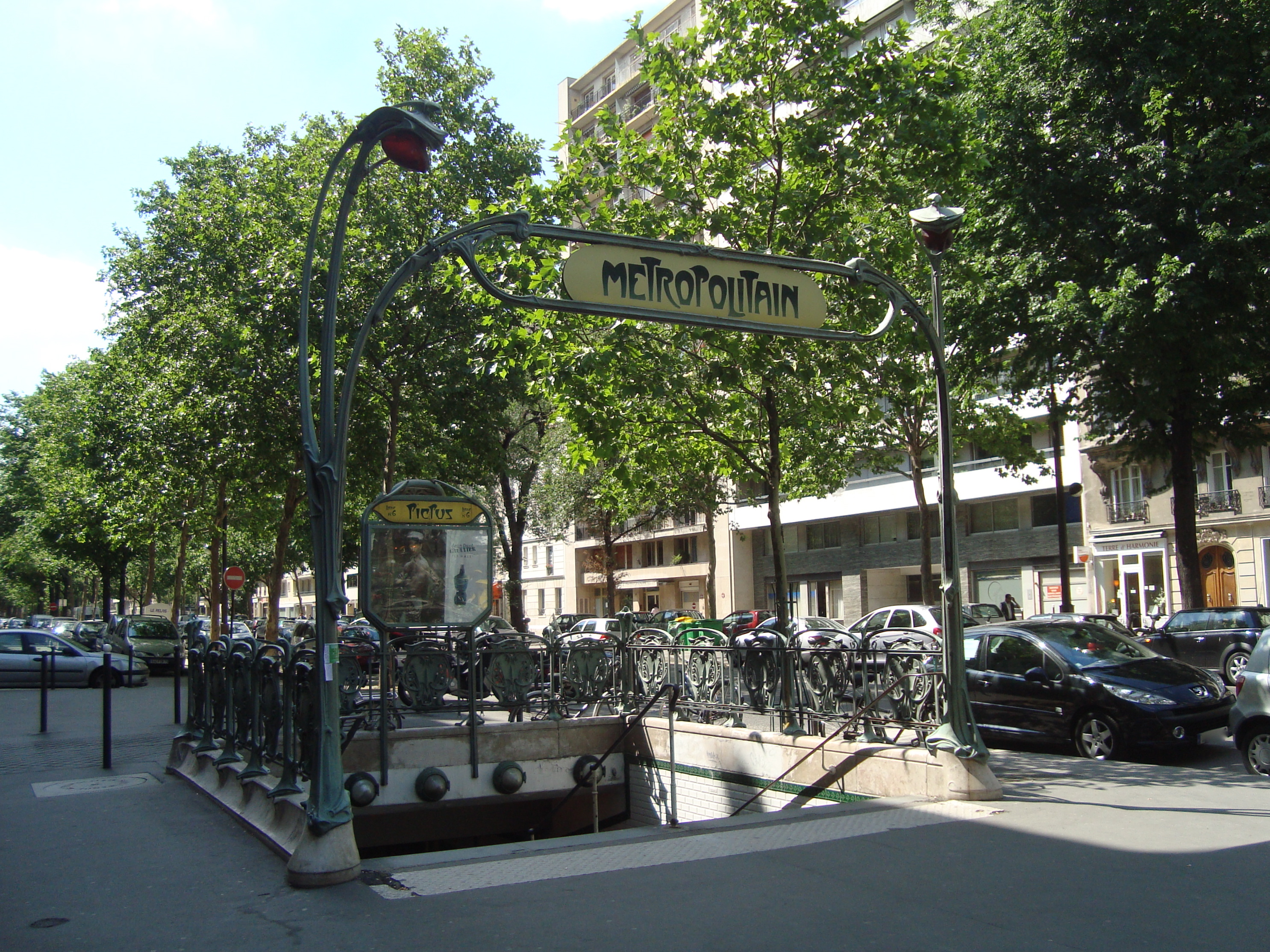
Вход на станцию

## История
- Станция расположена на пересечении бульвара де Пикпюс и авеню Сен-Манде, что обусловило её старое и нынешнее названия. Станция открылась 1 марта 1909 года и до 1 марта 1937 года называлась «Сен-Манде» по расположенной рядом авеню. Переименование станции было произведено из за путаницы с созвучной станцией линии 1, открывшейся неподалёку при продлении линии 1 на участок Порт-де-Венсен — Шато-де-Венсен.
- Пассажиропоток по станции по входу в 2011 году, по данным RATP, составил 1 496 432 человек[2]. В 2013 году этот показатель снизился до 1 405 460 пассажиров (282 место по уровню пассажиропотока в Парижском метро)[3].

## Достопримечательности
- Кладбище Пикпюс, на котором захоронен генерал Жильбер Лафайет.

## Станция в массовой культуре
Станция метро Пикпюс фигурирует в некоторых французских песнях:
- Ренан Люсе — Les Gens sont Fous (альбом Le Clan des Miros — 2009)
- Java — Métro (альбом Hawaii — 2000)

## Путевое развитие
К западу от станции начинается развязка с примыканием одного из боковых путей разворотной петли станции метро Насьон.